# The Girl from Montmartre

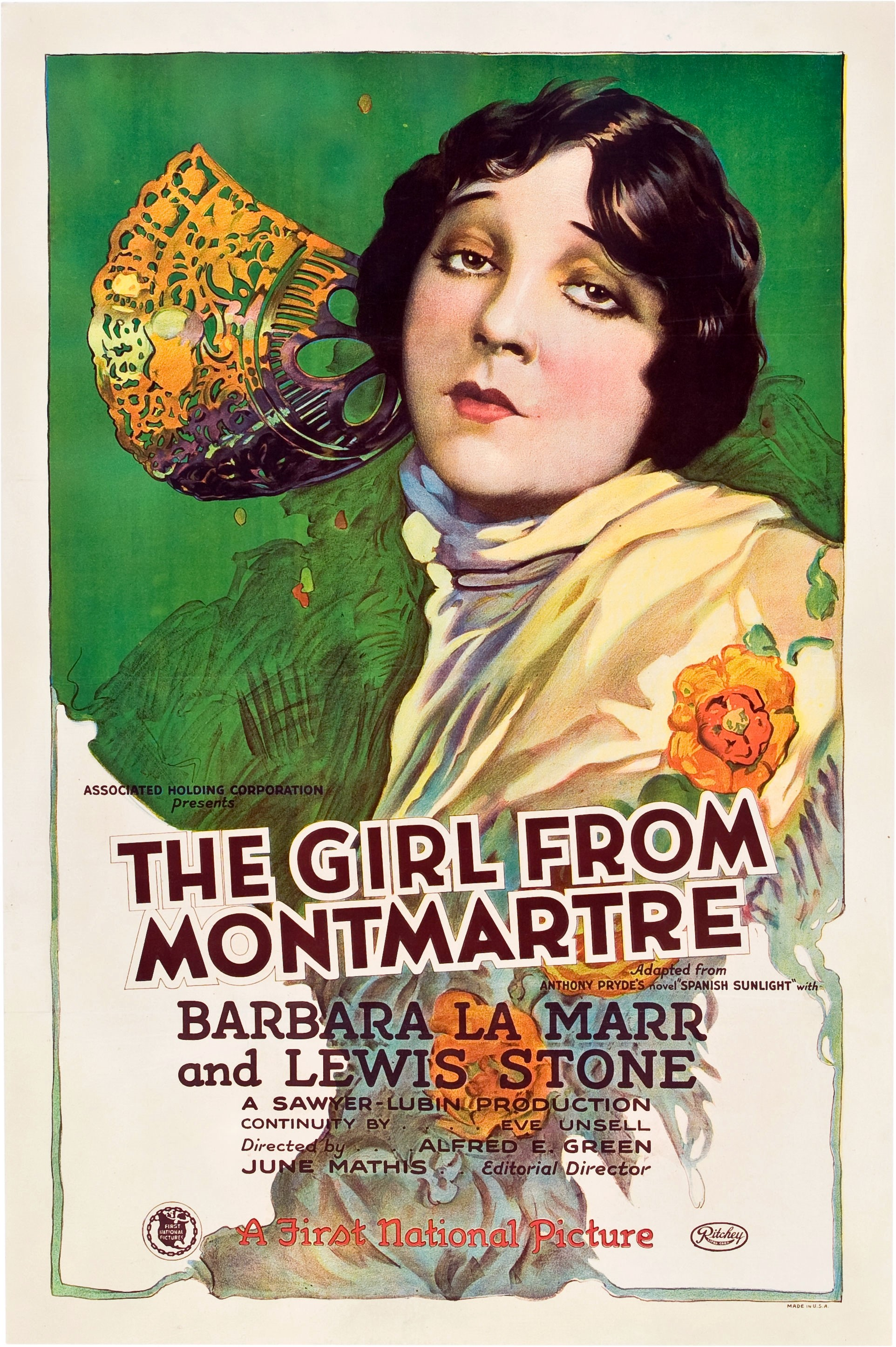
Affiche du film.

The Girl from Montmartre est un film américain réalisé par Alfred E. Green et sorti en 1926, le lendemain de la mort de l'actrice Barbara La Marr.

## Synopsis
Pendant la première Guerre mondiale, Emilia, une espagnole de bonne famille, danse dans un café parisien afin de pouvoir envoyer des colis à ses frères qui se battent pour la cause alliée. Après l'armistice, Emilia retourne chez elle sur l'île de Majorque, reprenant son ancienne vie. Jérôme, un officier anglais qui a connu Emilie pendant la guerre, vient à Majorque et renoue avec elle. Ewing, une comédienne, persuade Emilia qu'elle ne peut pas épouser Jérôme en raison de sa position sociale, et elle prend un travail de danseuse afin de décourager l'Anglais.

## Fiche technique
- Réalisation : Alfred E. Green
- Scénario : Eve Unsell, June Mathis
- Production : Arthur H. Sawyer, Associated Holding Corp.
- Photographie : Rudolph J. Bergquist
- Montage : June Mathis, Alexander Hall
- Costumes : Max Rée
- Genre : Romance[1]
- Production :Associated Holding Corporation
- Distributeur : First National Pictures
- Durée : 60 minutes (6 bobines)[2]
- Date de sortie :
  - États-Unis : 31 janvier 1926

## Distribution
- Barbara La Marr : Emilia Faneaux
- Lewis Stone : Jerome Hautrive
- Robert Ellis : Jack Ewing

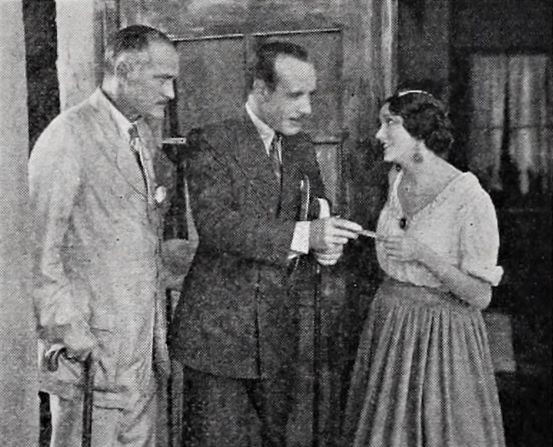
E. H. Calvert, Lewis Stone et Barbara La Marr dans une scène du film.

- William Eugene : Rodney Brown Faneaux
- E. H. Calvert : Lord Robert Hautrive
- Mario Carillo : Lawrence "Larry" Faneaux
- Mathilde Comont : Carmenata
- Edward Peil Sr. : Messenger
- Nick De Ruiz : Don Angel
- Bobbie Mack : Cab Driver
- John T. Bambury : Midget
- André Cheron : client
- Rose Dione : Patron
- Lolita Lee : Emilia Faneaux (remplace Barbara La Marr  qui était malade lors du tournage)[3] (non créditée)
- Robert Milasch : police militaire
- Julian Rivero : admirateur
- Hector Sarno : Gambler
- Philip Sleeman : Gambler
- Arthur Stone :	danseur
- Leo White : officier français